# Carlos Tomás Wilson
Carlos Tomás Wilson, a volte riportato come Carlos Thomas Wilson (Rosario, 5 gennaio 1889 – Buenos Aires, 19 settembre 1952), è stato un calciatore argentino, di ruolo portiere.